# Natàlia Kúdreva
Natàlia Kúdreva   (Krasnodar, 8 de juny de 1942) és una ex-jugadora de voleibol russa que va competir per la Unió Soviètica a començament de la 1970.
El 1972 va prendre part en els Jocs Olímpics de Múnic, on va guanyar la medalla d'or en la competició de voleibol.
A nivell de clubs va jugar amb el Dinamo de Krasnodar (1964-1967) i el Petrel de Leningrad (1967-1974). En el seu palmarès destaca la Copa de la URSS de 1973.